# FK Rudar Kakanj
Der FK Rudar Kakanj (Fudbalski Klub Rudar Kakanj) ist ein bosnischer Fußballverein aus der Stadt Kakanj, die im Zentrum von Bosnien und Herzegowina liegt. Er wurde ursprünglich für die Bergarbeiter der Stadt gegründet, worauf der Name Rudar – das bosnische Wort für „Bergarbeiter“ – zurückgeht. Der Verein spielt aktuell in der zweiten bosnischen Liga und gewann dort zuletzt zweimal in Folge die Vizemeisterschaft.
Der Verein spielt im Stadion Rudara, das ein Fassungsvermögen von 5.000 Plätzen hat. Die Vereinsfarben sind dunkelgrün und schwarz.